# Бакач (платформа)
Бака́ч — остановочный пункт Санкт-Петербург-Витебского отделения Октябрьской железной дороги, расположен вблизи деревни Бакач (Дедовичский район Псковской области) между о. п. 264 км и о.п. 270 км. Находится на расстоянии 267 км от Санкт-Петербурга, 22 км от Дна и 154 км до Новосокольников.

## История
Остановочный пункт Бакач открыт в 1932 г. Название получено от деревни в 2 км, на берегу небольшого притока Шелони. С 2006 года считается закрытой, однако на ней останавливаются пригородные поезда.

## Пригородное сообщение
По состоянию на 2012 год на станции имеют остановку поезда следующих направлений:
- Дно - Дедовичи - Дно
- Дно - Новосокольники - Дно
- Дно - Великие Луки - Дно